# أروى (مغنية)
أروى (8 يوليو 1976 -)، مغنية ومقدمة برامج يمنية، انطلقت على يد الملحن الكويتي يوسف المهنا أثناء دراستها في بلد والدتها مصر في أواخر التسعينات وقدمت أول ألبوم لها بعنوان «رجعك وقتك»، قدمت العديد من الأغاني بمختلف اللهجات العربية مثل الخليجية والمصرية واللبنانية.

## عن حياتها
ولدت في الكويت لأب يمني جنوبي وأم مصرية، انتقلت إلى القاهرة عام 1986 حيث استكملت دراستها الإعدادية والثانوية والجامعية فيها. تفوقت في دراستها وبعد إنهائها المرحلة الثانوية قامت بدراسة الهندسة المعمارية رغم أنها كانت تريد الالتحاق بمعهد الموسيقى إلا أن أهلها رفضوا وطلبوا منها أن تمارس الفن هواية. اكتشف موهبتها الملحن يوسف المهنا وهي ما زالت تدرس. شاركت بالعديد من المناسبات وعدد من المهرجانات الغنائية والوطنية، غنت أغنياتها بالطابع اليمني والخليجي كما غنت بلهجات عربية أخرى كالمصرية واللبنانية. شكل الفنان أبو بكر سالم قدوة فنية لها فغنت الأغاني الحضرمية واشتهرت بهذا الطابع الفني.

### حياتها الأسرية
تزوجت من رجل الأعمال اللبناني «عبد الفتاح المصري» في أكتوبر 2011 وهو يعمل مدير إنتاج في مجموعة إم بي سي. ورزقت في 2012 بابنة تسمى نورة ، وهي الوحيدة.

## حياتها ودراستها
انتقلت للقاهرة عام 1986 حيث استكملت دراستها المتوسطة والثانوية والجامعية في أرقى مدارس القاهرة. ورغم أنها متفوقة في دراستها الثانوية لكنها أرادت بعدها الالتحاق بمعهد الموسيقى أو الكونسوفاتوار في القاهرة ولكن أهلها رفضوا ونصحوها أن تدرس الطب أو الهندسة وتمارس الفن هواية، فتكون صاحبة مهنة وهواية، فاختارت أروى الهندسة؛ لتفوقها في الرياضيات ولأن الهندسة المعمارية تحتاج ما يحتاجه الغناء من مسؤولية وفن وذوق. التحقت أروى بكلية الهندسة جامعة القاهرة واكتشف موهبتها هناك الفنان يوسف المهنا وهي ما زالت طالبة.

### حياتها العملية
بعد تخرجها عملت أروى مهندسةً معمارية في إحدى شركات القاهرة وتفوقت في عملها حتى استطاعت أن تمتلك شركة خاصة بها وهي ما تزال تعمل في هذا المجال لغاية الآن، وقد أنجزت كثيرا من مشاريع التصميم الداخلي في السعودية وبلدان عربية أخرى. على الرغم من أن عملها قد يؤثر على حياتها الفنية إلا أن إصرارها جعلها توفق بين الاثنين ورغبة منها في عدم تضييع جهدها في سنوات الدراسة الطويلة.

### حياتها الفنية
اكتشف موهبة أروى الفنان يوسف المهنا وهي ما زالت طالبة. وبدأت بالظهور لأول مرة في الغناء عام 1999 في مهرجان أوربت، حيث قدمت مجموعة من الأغنيات، والصدفة التي لعبت دورا في تعريف الناس بأروى بشكل أكبر أنها وبعد انتهائها من تقديم فقرتها، التقاها كل من الفنان عمرو أديب ونيرفانا، بلقاء كان من المقرر أن يدوم عشر دقائق، إلا أن خطأ فنيا في التحضير لوصلة الفنان الذي يليها، استمر اللقاء معها لنصف ساعة، تمكنت فيها أروى من تقديم شخصيتها مغنيةً ومحاورةً جيدة أمام الناس. بعد هذا اللقاء اختارت إيمان اسمًا مستعارًا لها وهو أروى وذلك لتفصل بين عملها المهني وعملها الفني ومن هنا بدأ اسم أروى يتردد بين المعجبين وبدأت انطلاقتها الفنية في ذلك العام لتستكمل مشوارها الفني وتحصد ثمار نجاح عام بعد عام. وصلت أروى إلى أعلى مراتب النجومية وذاع صوتها في جميع أقطار البلاد العربية وحصدت الكثير من الجوائز والألقاب الفنية كملكة اليمن، وفيروز اليمن، وزهرة الخليج، وسفيرة الأغنية اليمنية. بدأت أروى الغناء منذ حولي 12 سنوات ورصيدها الفني حتى اليوم وصل لأكثر من 4 ألبومات وعدد من الأغاني المطروحة بمناسبات كعيد الأم والأعياد الوطنية وعدد من المهرجانات الغنائية. اشتهرت أروى بأدائها أغنياتها بالطابع الحضرمي والخليجي كما غنّت بلهجات عربية أخرى كالمصرية واللبنانية. شكل الفنان أبو بكر سالم قدوة فنية قربت الفنانة أروى من جذورها اليمنية فأسقت دندانته الحضرمية روح أروى وجعلتها تسعى لإبراز هذا الفن العريق بعراقة حضرموت أصلها ونسبها، قدمت أروى فنها بأسلوب متطور وحديث فكانت أول أغنياتها «كما الريشة» وهي أغنية سبق وغناها الفنان أبو بكر سالم وأغنية «طبول المكلا» وتسعى أروى دوما للبحث في كنوز الغناء الحضرمي لاستخراج ما يناسب لونها وجمهورها.
وعن تواجد أروى في عالم التقديم، فقد كشفت أروى أن برنامج «آخر من يعلم» لم يكن العرض الأول الذي قدم لها، فقد عرضت عليها قناة أوربت أن تقدم مهرجان أوربت، كما عرض عليها أيضا أن تقدم مهرجانات أخرى في الخليج العربي، وبرامج على قنوات كثيرة، لها طابع غنائي، إلا أن «آخر من يعلم» كان له نكهته الخاص، شعرت أنها ستحقق نجاحا بتقديمها له، دون ما سبق من عروض.

### التمثيل
بعد 25 عامًا من دخولها لمجال الغناء، بعام 2024 شاركت كممثلة لأول مرة في مسلسل درامي حمل اسم «خريف القلب» إلى جانب إبراهيم الحربي وعبد المحسن النمر.

## أعمالها

### الألبومات
- رجعك وقتك (1999).
- أروى 2 (2001).
- أحلى أيامي (2003).
- أنت عارفني (2006).
- غصب عنك (2009).
- يا مميز (2014).

### أغاني منفردة
- يمّه (أغنية خاصة للأم) 2001
- سكون الغرام 2003
- تقسى عليه 2004
- سألت الناس 2005
- حبك إنت 2007
- مخبي عليا 2008
- المزواج (مقدمة مسلسل) 2010
- منى عمري 2011
- غلطك صح 2011
- مرحبا 2012
- بلوى العشق 2012
- سعودي أنا 2016
- ربك كريم (بمناسبة شهر رمضان) 2016
- بالهداوة 2016
- يا سمار 2016
- واقول أنساك 2018
- الحكولي 2018
- صفقة 2020
- بديت تخون 2021
- قلبي 2022
- ظالم 2022
- هنيالو 2023
- حيا يا رمضان (بمناسبة شهر رمضان) 2023
- برودكات (مقدمة برنامج) 2023
- أنا و قلبي 2023
- من عاب أبتلى 2024
- مغرم 2024
- قالوا بكرا 2024

## وصلات خارجية
- أروى على موقع قاعدة بيانات الأفلام العربية